# Boden (Bodenkunde)

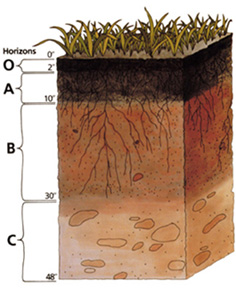
Schematisches Bodenprofil

Der Boden (von althochdeutsch bodam), umgangssprachlich auch Erde, Erdkrume, Erdboden oder Erdreich genannt, ist der oberste, im Regelfall belebte Teil der Erdkruste. Nach unten wird der Boden von festem oder lockerem Gestein begrenzt, nach oben meist durch eine Vegetationsdecke sowie die Erdatmosphäre. Als Gesamtes wird er auch als Pedosphäre bezeichnet, die als die von bodenbildenden Prozessen geprägte Überschneidungszone zwischen der Lithosphäre (der festen Gesteinshülle der Erde), der Biosphäre, der Erdatmosphäre und der Hydrosphäre.
Im Folgenden wird der Begriff „Boden“ aus Sicht der Geo- und Biowissenschaften behandelt, insbesondere aus Sicht der Bodenkunde. In diesem Sinne werden auch bestimmte Substrate am Grund stehender Gewässer zu den Böden gezählt und als subhydrische und semisubhydrische Böden bezeichnet. Geologen rechnen diese Substrate jedoch zu den Sedimenten und bezeichnen sie als Mudden.

## Definition gemäß der deutschen Bodenschutzkonzeption
Die Definition gemäß der Bodenschutzkonzeption der Bundesregierung lautet: „Boden ist das mit Wasser, Luft und Lebewesen durchsetzte, unter dem Einfluss der Umweltfaktoren an der Erdoberfläche entstandene und im Laufe der Zeit sich weiterentwickelnde Umwandlungsprodukt mineralischer und organischer Substanzen mit eigener morphologischer Organisation, das in der Lage ist, höheren Pflanzen als Standort zu dienen. Dadurch ist der Boden in der Lage, eine Lebensgrundlage für Tiere und Menschen zu bilden. Als Raum-Zeit-Struktur ist der Boden ein vierdimensionales System.“
„Der Boden ist ein von der Erdoberfläche bis zum Grundgestein reichender Ausschnitt aus der Pedosphäre, das heißt jenes Bereiches der Erdrinde, in dem die Lithosphäre durch Atmosphärilien (Sauerstoff, Kohlenstoffdioxid, Stickstoff, Niederschlag, Einstrahlung, Ausgasen …) und Organismen (Bakterien, Algen, Pilze) umgewandelt wurde und in dem derartige Umwandlungen weiterhin ablaufen.“

## Fachbegriff „edaphisch“
Der ökologische Fachbegriff edaphisch (von Edaphon: Bodenlebewesen) bedeutet „den Boden betreffend“ oder „die ökologische Wirkung des Bodens betreffend“. Der Begriff wurde zu Beginn des 20. Jahrhunderts vom Botaniker und Mikrobiologen Raoul Heinrich Francé geprägt. Der Begriff wird nur für terrestrische Böden verwendet. In Böden von Gewässern (als Lebensraum als Benthal bezeichnet) lebende Organismen bilden das Benthon, das dazugehörende Adjektiv wäre benthisch.

## Entstehung

### Bodenbildende Faktoren
Böden bilden sich in geologischen Zeiträumen relativ schnell, nach menschlichen Maßstäben jedoch relativ langsam. Die Böden im heutigen Mitteleuropa sind überwiegend im Laufe der letzten 12.000 Jahre, seit dem Ende der letzten Eiszeit, entstanden. Allerdings enthalten sie oft Relikte älterer Bodenbildungen.
- Notwendige Voraussetzung für die Bildung eines Bodens ist ein Ausgangsmaterial aus anstehendem Gestein (Festgestein oder Lockersediment).
- Das Relief darf nicht zu steil sein, da andernfalls Verwitterungsprodukte des Ausgangsgesteins durch Erosion abgeführt werden und der Boden ständig im Stadium eines Rohbodens verbleibt.
- Es dürfen keine größeren Sedimentmengen in das betreffende Gebiet eingetragen werden, da der vorhandene Boden immer wieder verschüttet wird und die Bodenbildung im jungen Sediment von neuem beginnt und im Stadium eines Rohbodens verbleibt.
- Das Klima sollte – für eine ausgeprägte Bodenentwicklung – humid (feucht) und nicht zu kalt sein, damit einerseits günstige Lebensbedingungen für Pflanzen und Tiere bestehen und andererseits weil Wasser wichtig für Verwitterungsprozesse ist.

Ein Boden ist nie „fertig“. Ein aktuell vorhandener Boden ist weiterhin kontinuierlich diesen Faktoren unterworfen, die für eine ständige Weiterentwicklung sorgen. Dazu kommen die Bodenlebewesen, als Teil des Bodens, sowie, seit etwa 8.000 Jahren (in Mitteleuropa später) die menschlichen (anthropogene) Einflüsse, wie etwa landwirtschaftliche oder forstwirtschaftliche Nutzung oder Schadstoffeinträge.

### Bodenbildende Prozesse
Bodenbildende Prozesse werden durch bodenbildende Faktoren ausgelöst. Sie haben zweierlei Effekte: Sie verändern ein Ausgangsgestein und wandeln es in Boden um, aber sie verändern auch einen bestehenden Boden.

#### Primäre Bodenbildung
Das Ausgangsgestein wird, unabhängig davon, ob es sich um soliden Fels oder ein Lockersediment handelt, durch Verwitterung physikalisch und chemisch in immer kleinere Teile zerlegt. In einem Festgestein ohnehin vorhandene Klüfte verbreitern sich und bieten Platz für angewehten Staub und Pionierpflanzen. Die Minerale des Ausgangsgesteins werden in andere chemische Verbindungen umgewandelt, die Elemente enthalten, die für Pflanzen und Tiere lebensnotwendig sind und von Pflanzen leichter aufgenommen werden können, z. B. Salze des Calciums, des Magnesiums, des Phosphors oder des Eisens (siehe → Silikatverwitterung). Abgestorbene Pionierpflanzen werden unter Beteiligung von Tieren und Mikroorganismen zunächst in organische Verbindungen wie Zucker, Proteine, Zellulose und anschließend in Huminstoffe zersetzt (Humifizierung). Teilweise werden die organischen Verbindungen auch durch Mikroorganismen weiter in einfache anorganische Verbindungen umgewandelt (Mineralisierung). Verschiedene Prozesse (Bioturbation, Kryoturbation, Peloturbation) sorgen für die Durchmischung von organischer und mineralischer Substanz, sowie die Einbringung von Luft in den Porenraum dieses Gemisches (Pedoturbation). So entsteht im Laufe der Zeit ein belebtes, durchlüftetes Gemisch aus mineralischer und organischer Substanz – Boden. Die organische Substanz ist dabei am stärksten im obersten Bodenhorizont, dem Ober- oder Mutterboden, angereichert.
Die Bodenbestandteile dienen Lebewesen zur Energieversorgung und zum Wachstum. Durch Verwitterung entstandene Tonminerale und Huminstoffe verbinden sich, z. B. im Darm eines Regenwurms, zum Ton-Humus-Komplex, der Nährstoffe und Wasser „speichern“ kann und den Boden krümelig macht.

#### Sekundäre Bodenbildung
Einmal entstandener Boden verändert sich im Laufe der Zeit, insbesondere dann, wenn sich die bodenbestimmenden Faktoren ändern. Es gibt viele Vorgänge, die die Humusbildung beeinflussen oder den Boden anderweitig verändern können. Dazu zählen:
- die Auswaschung von Bodenbestandteilen in tiefere Horizonte oder ins Grundwasser, z. B.
  - wasserlösliche Salze
  - kohlensäurelösliches Calciumcarbonat
  - säurelösliche Tonminerale (Tonverlagerung),
  - säurelösliches Eisen- und Aluminiumhydroxid sowie Huminstoffe (Podsolierung)[5]
- Vergleyung, Pseudovergleyung

Zudem schreitet in der Regel die primäre Bodenbildung im Grenzbereich von Boden und Ausgangsgestein in die Tiefe fort, sodass sich insgesamt eine Entwicklung von flachgründigen, steinigen, schwach verwitterten, mineralreichen Böden hin zu tiefgründigen, feinkörnigeren, stark verwitterten, ausgewaschenen Böden vollzieht. Aus dem vorhandenen Substrat, der Bodenart, entwickelt sich durch „äußere“ Einflüsse (wie Klima, Vegetation, Nutzungsart) im Laufe der Zeit ein Bodentyp mit spezifischen Eigenschaften. Die Bodenform bildet das Gesamtbild aus Bodenart und Bodentyp.

## Eigenschaften
In der Bodenkunde werden die physikalischen, chemischen und biologischen Eigenschaften verschiedener Böden untersucht. Insgesamt sind Böden überaus komplexe Gebilde, die dutzende verschiedene Eigenschaften aufweisen, die sich alle gegenseitig beeinflussen. In der Praxis, z. B. bei vielen Bodenproben in der Landwirtschaft, werden nur sehr wenige dieser Parameter näher untersucht. Von besonderer Bedeutung sind meist die Bodenart, der Humusgehalt, der pH-Wert und die Gehalte an Stickstoff, Kalium und Phosphor. Viele andere Größen werden nur bei Bedarf gezielt erfasst.
Die allermeisten Bodeneigenschaften sind mit entsprechenden Anleitungen und Kennwerttabellen (z. B. die Bodenkundliche Kartieranleitung) ohne viel Technik vor Ort einschätzbar. Mit etwas Erfahrung lassen sich diese z. B. über das Ausgangsmaterial und die Bodenfärbung hinreichend bestimmen. Auch die Nutzung bzw. der Bewuchs mit bestimmten Pflanzenarten (Zeigerarten/Bioindikatoren) kann zuverlässig Hinweise auf Bodeneigenschaften liefern. Exakte Werte, insbesondere bei bodenchemischen Parametern, liefern allerdings nur wissenschaftliche Messungen, oft aber nicht immer im Labor.

### Allgemeine Zusammensetzung
Die Pedosphäre besteht aus der anorganischen (mineralischen) Bodensubstanz (ca. 47 %), der organischen Bodensubstanz (ca. 3 %), dem Bodenwasser (ca. 25 %) und der Bodenluft (ca. 25 %). Die anorganische Bodensubstanz besteht aus Körnern und Partikeln von primären und sekundären (aus der chemischen Verwitterung hervorgegangenen) Mineralen, die tote organische Bodensubstanz wird Humus genannt.
Die grundsätzliche Besonderheit des Lebensraums Boden ist, dass in ihm immer alle drei Phasen nebeneinander vorkommen: Fest, flüssig und gasförmig. Diese sind homogen durchwirkt und untrennbar miteinander verbunden. Dabei setzt sich der feste Bestandteil überwiegend aus dem mineralischen Grundgerüst zusammen, das oft vereinfacht als „der Boden“ wahrgenommen wird. Dieses gibt dem Boden seine feste, greifbare Struktur und prägt durch seinen Aufbau und seine Zusammensetzung viele Bodeneigenschaften entscheidend.
Der gesamte Bodenkörper ist nicht massiv, sondern von zahlreichen mikroskopisch kleinen bis sichtbar großen Hohlräumen (Poren, auch interstitielle Räume oder Zwischenkornräume) durchsetzt. Diese machen immerhin im Schnitt etwa 45 % des gesamten Bodenvolumens aus und nehmen damit wesentlich Anteil an seinen Funktionen und Eigenschaften. Die Poren sind, in stark wechselnder Zusammensetzung, von den fluiden Bodenkomponenten gefüllt, dem Bodenwasser (Feuchtigkeit) und der Bodenluft (Durchlüftung).
Darüber hinaus weist jeder Bodenstandort weltweit ein mehr oder weniger ausgeprägtes Bodenleben auf. Böden sind grundsätzlich keine tote Materie, sondern belebte Biotope. Der Einfluss der Bodenlebewesen auf die Bodeneigenschaften und -funktionen sowie deren Masseanteil schwankt allerdings erheblich. Er reicht von fast nicht nachweisbar (extrem aride Wüstenböden oder Standorte mit sehr hohen Schwermetallgehalten) bis hin zu fast 100 % der Feststoffkomponente (Moore).

### Bodenphysikalische Eigenschaften
Die physikalischen Eigenschaften eines Bodens betreffen mechanische Eigenschaften, Körnung, Wasser und Luft im Boden.
Zusammensetzung und Struktur
- Die Bodenart (nicht mit Bodentyp zu verwechseln) gibt an, wie fein- oder grobkörnig das Bodenmaterial ist; gleichbedeutend sind die Begriffe Körnung und (Boden)-Textur. Sie ist entscheidend für fast alle bodenbildenden Prozesse sowie die Verteilung des Porenvolumens. Die Bestimmung der Bodenart erfolgt über eine Korngrößenanalyse.
- Das Gefüge ist die räumliche Anordnung der festen Bodenbestandteile, die maßgeblich den Wasser- und Lufthaushalt, die Durchwurzelbarkeit, die Nährstoffverfügbarkeit und ähnliche Eigenschaften beeinflusst. In natürlichen Böden geben Material und bodenbildende Prozesse die entstehenden Gefüge vor. Durch menschliche Nutzung (Verdichtung, Pflügen, Bewässerung etc.) kann sich das Gefüge ändern. Das Gefüge ist beim Oberboden für gewöhnlich relativ locker („krümelig“), weswegen man in diesem Zusammenhang auch von der Krume spricht.
- Das Porenvolumen ist das Hohlraumvolumen im Bodenkörper (die Summe des Porenvolumens beträgt fast immer etwa 45 Vol%), das von Wasser, Luft und Lebewesen „gefüllt“ werden kann. Primärporen sind abhängig von der Körnung sowie von Art und Zusammensetzung der organischen Bestandteile. Sekundärporen sind abhängig vom Bodengefüge und damit von chemischen Eigenschaften der Minerale, vom Einfluss der Pflanzen (Wurzelröhren) und Tiere (Gänge) und vom Menschen (Verdichtung).
- Die effektive Lagerungsdichte gibt an, wie dicht der Boden gelagert ist. Dies ist z. B. entscheidend für die Durchwurzelbarkeit und die Sickerwasserrate.
- Die Bodenerosionsanfälligkeit hängt stark von Relief, Bodenart und Bewuchs ab.
- Die Aggregatsstabilität gibt an, wie stabil das Bodengefüge ist und wie stark Böden dazu neigen zu verschlämmen.

Luft- und Wasserhaushalt
- Das Wasserhaltevermögen (Wasserkapazität) ist eine ganz wesentliche Bodeneigenschaft, denn alle Böden vermögen Wasser zu speichern und wieder abzugeben. Hiermit hängen wesentliche Eigenschaften der Wasserbindung, -versorgung und -bewegung im Boden zusammen. Die Wasserkapazität eines Bodens wird mit Hilfe einer pF-Kurve (Wasserspannungskurve) dargestellt.
- Das Gesamtporenvolumen, welches identisch mit dem Porenvolumen ist, gibt an, wie viel Wasser ein Boden maximal enthalten kann. Diese Größe wird in nicht speicherbares Wasser, das versickert, und im Boden zurückgehaltenes Wasser, die Feldkapazität, unterteilt. Die Feldkapazität wiederum setzt sich aus der pflanzenverfügbaren nutzbaren Feldkapazität (NFK) und dem nicht pflanzenverfügbaren Totwasser zusammen. Die Verteilung von Sickerwasser, NFK und Totwasser hängt wesentlich mit der Bodenart zusammen. Aus ihr lässt sich z. B. ableiten, wie viel verfügbares Wasser ein Boden speichern kann oder wie hoch seine Infiltrationsrate ist.
- Die Luftkapazität ist der Volumenanteil an Luft im Boden, wenn das nicht speicherbare Wasser komplett versickert ist. Diese Eigenschaft gibt einen ersten Hinweis darauf, wie gut ein Boden belüftet ist.
- Die Bodenfeuchte ist der aktuelle Wassergehalt eines Bodens im Gelände. Sie kann exakt im Labor gemessen oder im Gelände über Merkmale wie Konsistenz (bindige Böden), Färbung oder Wasseraustritt geschätzt werden. Die Bodenfeuchte kann in Einzelfällen wichtig für die Bestimmung des Bodentyps sein (ökologischer Feuchtegrad), unterliegt aber oft starken Schwankungen (Niederschläge, Trockenphasen). Die durchschnittliche Feuchtigkeit eines Bodens entscheidet, wie viel Luft (Sauerstoff) in ihm vorkommt. Bei dauerhaft hoher Wassersättigung kommt es zu reduktiven, also anaeroben Bedingungen.
- Die Bodenluft ist der aktuelle Luftgehalt im Boden, also der Volumenanteil, der von Luft eingenommen wird. Dieser Wert ist so hoch, wie das Gesamtporenvolumen minus dem aktuellen Wassergehalt. Die aktuell enthaltene Bodenluft unterliegt wie der aktuelle Wassergehalt oft starken Schwankungen.

### Bodenchemische Eigenschaften
Die chemischen Eigenschaften eines Bodens betreffen chemische Vorgänge und Zusammensetzungen im Boden wie:
- den Karbonatgehalt (oft als Kalkgehalt abgekürzt): Bei Mineralböden wird dabei im Wesentlichen der Gehalt an Calcium- und Magnesiumcarbonaten (Calcit und Dolomit) verstanden. Die Bestimmung im Gelände erfolgt mit 10-prozentiger Salzsäure anhand der resultierenden Reaktionen. In Mitteleuropa sind kalkreiche Böden ein Zeichen geringer Bodenversauerung.
- den pH-Wert: Alle Böden weisen einen pH-Wert auf. Diese Eigenschaft nimmt großen Einfluss auf fast alle anderen Bodeneigenschaften wie die Nährstoffverfügbarkeit, das Gefüge oder die Auswaschung. Eine pH-Wert-Analyse ist ein entscheidender Bestandteil der Bodenuntersuchung, um den Dünger- und Kalkbedarf von Feldern zu beurteilen.
- den Pufferbereich: Der Boden ist ein chemisches Puffersystem, das den Säuregehalt des Bodens reguliert. In der Regel wird der Pufferbereich nicht explizit bestimmt, sondern nur der pH-Wert gemessen.
- die Ionenaustauschkapazität. Jeder Boden kann Ionen an sogenannten Austauschern (Tonminerale, Humus, einige Oxide) speichern und wieder abgeben. Die Austauschkapazität gibt an, wie groß das Austausch- und Speichervermögen eines Bodens ist. Die Höhe des Werts hängt nicht nur von Art und Menge der Austauscher ab, sondern auch sehr stark vom pH-Wert. Unterschieden wird zwischen dem potentiellen Wert, also dem maximal möglichen, und dem effektiven, also dem gerade vorliegenden. Generell können sowohl Anionen (Anionenaustauschkapazität, AAK), als auch Kationen (Kationenaustauschkapazität, KAK) gespeichert werden. Die AAK ist nur in einigen tropischen Bodentypen von Bedeutung. Die KAK dagegen kann weltweit als Größe für die Bodenfruchtbarkeit angesehen werden. Je höher sie ist, desto besser können Böden Nährstoffe speichern, und desto fruchtbarer sind sie. Je niedriger sie ist, desto größer ist die Gefahr der Nährstoffauswaschung.
- die chemische Zusammensetzung, also die Häufigkeit der aktuell im Boden vorliegenden Elemente und Stoffe. Von besonderer Bedeutung sind sicherlich die Nährstoffgehalte, z. B. an Stickstoff, Kalium und Phosphor, oder eine Schwermetallbelastung.
- das Redoxpotential. Dieser Wert gibt, grob betrachtet, einen Anhaltspunkt für die Sauerstoffverfügbarkeit im Boden. Diese ist abhängig vom Verhältnis oxidierter und reduzierter Stoffe im Boden. Reduktive Zonen sind anaerob, während oxidative Zonen aerob sind.

### Bodenbiologische Eigenschaften
- die Durchwurzelung: Durchwurzelungstiefe und Durchwurzelungsintensität. Die Durchwurzelungsintensität wird gemessen als mittlere Anzahl der Feinwurzeln (Wurzeln mit <2 mm Durchmesser) pro dm².
- das Bodenleben: Die Häufigkeit und das Vorkommen von Mikroorganismen und Tieren im Boden. Die Belebung des Bodens kann direkt (Zählung, Schätzung) oder indirekt (Atmungsraten, Nitrifikation) erfasst werden.
- der Humusgehalt: der Anteil an organischer Substanz (außer Kohle und anthropogenen Kohlenstoffverbindungen) im Boden. Er resultiert aus den Ausscheidungen lebender und den Rückständen abgestorbener Organismen und unterliegt, auch wenn der Gesamtwert relativ stabil ist, einem stetigen Auf-, Um- und Abbau.

### Weitere Eigenschaften

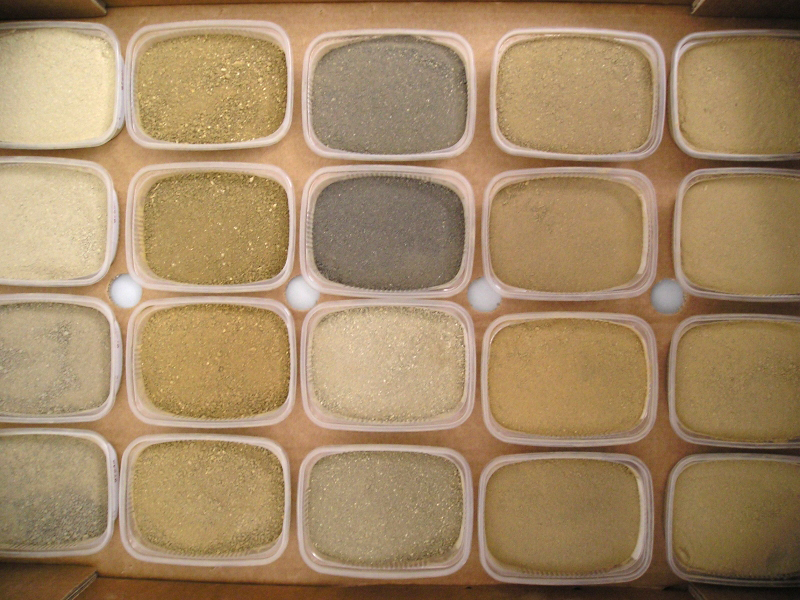
Bodenproben von verschiedenen Böden aus Baden-Württemberg

- Die Bodenfarbe ist die Färbung, Helligkeit und Farbintensität des Bodens. Sie entsteht durch ein Zusammenspiel physikalischer, chemischer und biologischer Prozesse im Boden. Reiner Sand ist von Natur aus farblos-weiß (Quarz). Die wichtigsten Farbgeber im Boden sind Humus (schwarz, grau) und Eisenionen in verschiedenen Formen (oxidativ: braun, rot, gelb, reduktiv: grau). Die Bodenfarbe wird mit den standardisierten Munsell-Farbtafeln bestimmt.
- der technogene Kohlenstoffgehalt: Dieser gibt den Anteil an technogen, also künstlich eingetragenen Kohlenstoff an. In natürlichen Böden kommt dieses Material nicht vor. Technogener Kohlenstoff ist künstlichen Ursprungs (Kohle, Kunststoff, Ruß, Mineralöle, Teer u. ä.) und ist typisch für menschlich beeinflusste Böden wie Kippen, Halden oder Spülbecken. In stark beeinflussten Böden kann der Anteil an technogenem Kohlenstoff sehr hoch sein. Die Trennung von natürlichem und technogenem Kohlenstoff verlangt spezielle Analyseschritte im Labor.

## Funktionen
Boden kann zahlreiche Funktionen aufweisen. Diese werden im deutschen Bundes-Bodenschutzgesetz (BBodSchG § 2 Abschnitt 2) folgendermaßen eingeteilt und beschrieben:
- natürliche Funktionen
  - Lebensgrundlage und Lebensraum für Menschen, Tiere, Pflanzen und Bodenorganismen
  - Bestandteil des Naturhaushalts, insbesondere mit seinen Wasser- und Nährstoffkreisläufen
  - Abbau-, Ausgleichs- und Aufbaumedium für stoffliche Einwirkungen auf Grund der Filter-, Puffer- und Stoffumwandlungseigenschaften, insbesondere auch zum Schutz des Grundwassers
- Archivfunktion
  - natürliches Archiv der Kulturgeschichte und Naturgeschichte (beim bodenkundlichen Bodenbegriff nur den jüngsten Abschnitt der Naturgeschichte umfassend)
- Nutzungsfunktionen
  - Rohstofflagerstätte (beim bodenkundlichen Bodenbegriff in sehr eingeschränktem Maße; sogenannte Bodenschätze entstehen und lagern üblicherweise im anstehenden Gestein unterhalb der Bodenbildungszone)
  - Fläche für Siedlung und Erholung
  - Standort für die land- und forstwirtschaftliche Nutzung
  - Standort für sonstige wirtschaftliche und öffentliche Nutzungen, Verkehr, Ver- und Entsorgung

Weitere, im Gesetz nicht aufgeführte Funktionen sind möglich. Das deutsche Bodenschutzgesetz gewichtet die Funktionen nicht untereinander.
In der Regel weist ein Boden mehrere Funktionen gleichzeitig auf. Unversiegelte Flächen besitzen sogar (in aller Regel) alle natürlichen Funktionen gleichzeitig und erfüllen darüber hinaus Archiv- und auch Nutzungsfunktionen wie Ackerbau oder Forstwirtschaft. In Deutschland ist davon auszugehen, dass bis auf einige Kernzonen in Nationalparks die gesamten Böden unterschiedlichen Nutzungsfunktionen unterliegen.
Die natürlichen Funktionen und die Archivfunktion werden allerdings durch die menschliche Nutzung verändert. Dieser Einfluss reicht von geringen Veränderungen der Eigenschaften (z. B. Komposteintrag in Gärten) über eine mehr oder weniger schwerwiegende Beeinträchtigung (z. B. Bodenverdichtung) bis hin zur völligen Zerstörung einiger Funktionen. Beispiele einer völligen Zerstörung wären der Abtrag von Hügelgräbern durch Flurbereinigungsmaßnahmen (Zerstörung der Archivfunktion) oder der Ausschluss aller natürlichen Funktionen durch die Versiegelung.
Eine Beeinträchtigung von mindestens einer Bodenfunktion wird als Bodenschädigung bezeichnet.
Die ÖNORM L 1076 („Grundlagen zur Bodenfunktionsbewertung“) definiert in Österreich eine Methodik zur Bodenfunktionsbewertung in Hinblick auf Lebensraumfunktion, Standortfunktion, natürliche Bodenfruchtbarkeit, Abflussregulierung, Pufferfunktion und Archivfunktion. Die Bodenfunktionskarten werden von manchen Bundesländern in den jeweiligen Geoinformationsdiensten veröffentlicht (Stand April 2018: in DORIS, SAGIS).

### Bodenwertzahl
Die Bodenwertzahl (BWZ) oder Bodenzahl ist ein Index für die Bodenfruchtbarkeit. Sie wird im Rahmen einer Bodenschätzung für den Boden einer bestimmten Region bestimmt. Die Bodenzahl setzt den erzielbaren Reinertrag eines Bodens zum fruchtbarsten Schwarzerdeboden der Magdeburger Börde in Beziehung, dessen Wert auf 100 gesetzt wurde. Basierend auf der Bodenzahl wird die Ackerzahl oder Ackerwertzahl ermittelt, in deren Berechnung auch klimatische und topographische Standortfaktoren einfließen.

## Gefährdung und Schutz
Böden sind mit ihren Eigenschaften und Funktionen von elementarer Wichtigkeit für die Menschheit und die Natur. Aus diesem Grund ist dieses Umweltmedium seit 1999 in Deutschland gesetzlich geschützt (Bundesbodenschutzgesetz) und damit in seinem Status den anderen beiden Schutzgütern Luft und Wasser gleichgesetzt.
Die Gefährdungen, denen Böden ausgesetzt sind, sind überaus vielfältig:
- Auslaugung bzw. Auswaschung
- Bodendegradation
- Bodenerosion
- Bodenverdichtung
- Bodenversalzung
- Bodenversauerung
- Bodenverschmutzung bzw. Kontaminierung
- Desertifikation
- Flächenversiegelung
- Saurer Regen

Einige dieser Vorgänge, wie die Versiegelung, der Saure Regen oder die Verschmutzung mit Schadstoffen kommen in der Natur nicht vor. Andere dagegen sind natürliche Prozesse, die durch menschliche Tätigkeit (Fehl- und Übernutzung) schädigende Dimensionen erreicht haben.
Große Bodenflächen weltweit, insbesondere in urbanen Räumen und landwirtschaftlich genutzten Regionen, sind von einer oder mehreren dieser Gefährdungen betroffen. Dadurch kommt es zu großflächigen Bodenschäden. Allein durch Bodenerosion gehen jährlich etwa 25 Millionen Tonnen Oberboden verloren. Der Gesamtverlust fruchtbaren Bodens betrug bis 2010 jährlich 24 Milliarden Tonnen.
Der UN-Bericht „Global Land Outlook 2“ zeigte, dass bis 2022 40 Prozent der Landflächen der Erde geschädigt wurden.
Durch die zunehmende Herabstufung der Wertigkeit von Böden (Bodendegradation) in Kombination mit dem Anstieg der Weltbevölkerung wird sich die nutzbare Fläche pro Mensch von 2012 bis 2050 halbieren.

## Internationales

### Weltbodenkarte
Von 1971 bis 1981 publizierte die FAO zusammen mit der UNESCO eine Weltbodenkarte im Maßstab 1 : 5 Millionen in 10 Blättern. Es ist das erste weltweite Bodenkartenwerk in einem solchen Maßstab und dient bis heute als Grundlage für weitere Bodenkarten. Zur Erstellung der Karten wurde ein eigenes Bodenklassifikationssystem entwickelt, die FAO-Bodenklassifikation, die inzwischen von der WRB abgelöst wurde. Jede Kartiereinheit zeigt neben dem dominanten Bodentyp noch zwei untergeordnete Bodentypen.

### Bodenatlas Europas
2005 hat die EU-Kommission erstmals einen Bodenatlas für Europa herausgegeben. In diesem wird der Zustand der europäischen Böden und potenzielle oder reale Gefahren für diese beschrieben. Die damals für Wissenschaft, Forschung und Umwelt zuständigen Kommissionsmitglieder Janez Potočnik und Stavros Dimas präsentierten dem Europäischen Parlament den Atlas während der Informationstage zu den Aktivitäten der Gemeinsamen Forschungsstelle der Kommission (GFS). Die Kommission hatte die Erstellung des ersten Bodenatlas Europas koordiniert, indem sie führende europäische Bodenkundler zusammengeführt hatte. Die Wissenschaftler stammten aus über 40 Ländern und waren an Nationalen Bodenkundlichen Forschungsinstituten tätig, die alle im (inzwischen nicht mehr aktiven) „Netzwerk Europäische Büros für Böden“ der GFS vertreten waren. Bereits vor der eigentlichen Gründung dieses Netzwerkes im Jahre 1996, hatte in den 1970er Jahren die damalige Europäische Gemeinschaft erstmals eine Bodenkarte, seinerzeit im Maßstab 1 : 1 000 000, herausgegeben.
Der Soil Atlas of Europe enthält Bodenkarten sowie leicht verständliche Texte, die durch Fotos ergänzt werden, und beruht auf dem europäischen Bodeninformationssystem MEUSIS, das von der Kommission entwickelt wurde und die gesamte EU mitsamt den angrenzenden Ländern erfasst. Die Karten zeigen die Bodentypen gemäß der 1. Auflage (1998) des internationalen Bodenklassifikationssystems World Reference Base for Soil Resources (WRB). Im Gegensatz zur Weltbodenkarte enthalten die Kartiereinheiten jedoch nur einen, den dominanten Boden. Somit können keine Erkenntnisse über die Homogenität oder Heterogenität der Fläche einer Kartiereinheit abgeleitet werden.
In den folgenden Jahren veröffentlichte die GFS:
- Soil Atlas of the Northern Circumpolar Region (2010)
- Soil Atlas of Africa (2013)
- Atlas de Suelos de América Latina y el Caribe (2014)
- Soil Atlas of Asia (2023)

### Global Soil Map
Auf Initiative der Arbeitsgruppe „Digital Soil Mapping“ der International Union of Soil Sciences (IUSS) gründete sich 2008 ein internationales Konsortium zur Erarbeitung einer digitalen Global Soil Map. Dabei handelt es sich nicht um eine Bodenkarte im engeren Sinne, in der Bodentypen dargestellt werden, sondern um eine Bodeneigenschaftenkarte, in der Bodeneigenschaften wie pH-Wert, Bodenart und Humusgehalt ausgewiesen sind. Nachdem sich das Konsortium aufgelöst hatte, gründete die International Union of Soil Sciences (IUSS) 2016 die Arbeitsgruppe „Global Soil Map“ zur weiteren Arbeit an der Erstellung der gleichnamigen Karte.

### Lobby- und Öffentlichkeitsarbeit
Um auf die Bedeutung der Böden für die natürlichen Kreisläufe und für die menschlichen Gesellschaften aufmerksam zu machen, rief die Ernährungs- und Landwirtschaftsorganisation der Vereinten Nationen (FAO) das Jahr 2015 zum Internationalen Jahr der Böden aus. Den gleichen Hintergrund haben der Weltbodentag (World Soil Day), der jedes Jahr am 5. Dezember begangen wird, sowie in Deutschland die Kürung des Bodens des Jahres.
Als Plattform für einen Gedankenaustausch zwischen Wissenschaft, Politik und Wirtschaft zum Thema globaler Bodenschutz findet seit 2012 in unregelmäßigen Abständen in Berlin die Global Soil Week (‚Weltbodenwoche‘) statt.

## Bestimmung
Die Bestimmung eines Bodens, also die Zuteilung zu einem Bodentyp, kann in vielen Fällen im Gelände auf Grund einiger offensichtlicher Eigenschaften wie Bodenart, Farbe und Ausgangsmaterial erfolgen. In manchen Fällen sind weitergehende physikalische und chemische Analysen im Labor notwendig. Entscheidend sind fast immer die vorliegenden Bodenhorizonte (nicht zu verwechseln mit Schichten), also Bereiche innerhalb des Bodens, die charakteristische Merkmale und Eigenschaften besitzen und durch gleiche bodenbildende Prozesse geprägt sind. Horizonte unterscheiden sich untereinander in ihren Eigenschaften wie Gefüge, Bodenart oder Farbe. Um sie zu erkennen, muss ein Bodenprofil angelegt werden.
International gibt es verschiedene Bodenklassifikationen, so dass ein Boden je nach Klassifikation verschiedene Bezeichnungen oder Einteilungen erfahren kann. In Deutschland wird die Deutsche Bodensystematik angewendet. International sind darüber hinaus die World Reference Base for Soil Resources (WRB) und die USDA Soil Taxonomy gebräuchlich. Die früher wichtige FAO-Bodenklassifikation wurde von der WRB abgelöst und hat nur noch wissenschaftshistorischen Wert.

### International
- International Soil Reference and Information Centre (ISRIC), isric.org: World Soil Information
  - globalsoilmap.net: Projekt zur Erstellung einer globalen digitalen Bodenkarte
  - European Soil Data Centre (ESDAC)
  - Bodenatlas 2024 – Daten und Fakten über eine lebenswichtige Ressource

### DACH
- Scobel, 3sat/ZDF 2021, 3sat.de: Lebensraum Boden
- ahabc.de: Online-Magazin rund um „Boden“
- Bundeszentrale für politische Bildung, bpb.de: Boden (im „Dossier Umwelt“)
- geoviewer.bgr.de: Bodenatlas Deutschland
- Bayerisches Landesamt für Umwelt, lfu.bayern.de: Boden – der Grund auf dem wir leben
- Westfälische Wilhelms-Universität Münster, hypersoil.uni-muenster.de (Hypermediale Lern- und Arbeitsumgebung zum Themenfeld „Boden“ im (Sach-)Unterricht)
- waldwissen.net: Beiträge zu „Waldboden“

- Agroscope, agroscope.admin.ch: Ohne Bakterien und Pilze sähe es auf der Erde aus wie auf dem Mars
- bodenreise.ch: Der Bodenlift (Lernspiel zum Aufbau eines Bodenprofils für Kinder der Mittelstufe)
- Bundesamt für Umwelt (BAFU), bafu.admin.ch: Thema Boden